# Galina Iwanowa
Galina Iwanowa (bg. Галина Иванова; ur. 3 maja 1968) – bułgarska zapaśniczka walcząca w stylu wolnym. Srebrna medalistka mistrzostw świata w 1996; szósta w 2002. Wicemistrzyni Europy w 1998; czwarta w 1997 i 2000 roku.